# Музей археології та етнографії Слобідської України
Музей археології та етнографії Слобідської України при Харківському національному університеті ім. В.Н. Каразіна, розташований у Харкові по вул. Тринклера, 8.

## Історія у 19 ст.
Музей належить до найстаріших за роком заснування при навчальних закладах .
Веде свою історію з 1807 р., коли при університеті був створений «кабінет рідкостей». У 1837 р. при Харківському університеті був створений Музей образотворчих мистецтв і старожитностей, куди були передані колекції різних кабінетів. Він починався з невеликої кількості історичних речей та окремих знахідок, подарованих університету. Протягом 19 століття музейні надходження були хаотичними і несистематичними.
Стан справ ненадовго змінився на початку 20 ст., коли у Харкові готувались до проведення Дванадцятого Археологічного з'їзду, проведеного 1902 року. У зв'язку із проведенням з'їзду були створені спеціалізовані виставки, де демонстрували археологічні знахідки археологів П. Уварова, В. Городцова та інших. Всі знахідки по закінченні з'їзду були передані до музею університету. Хронологічні межі зібраних матеріалів простяглися від кам'яної доби до пізнього середньовіччя.

## Історія у 20 ст
1919 року археологічний музей виокремився в окрему одиницю, музей поповнився колекцією й артефактами з розкопок археологів Харківського університету.
У 1920 р., у зв'язку з ліквідацією Харківського університету, Археологічний музей одержав статус міського. У 1933 р., з відновленням Харківського університету, Археологічний музей увійшов до складу історичного факультету. У результаті проведення планомірних археологічних розвідок і розкопок харківськими дослідниками в 20-30-х рр., колекція Археологічного музею зросла майже до 200 тис. експонатів.
В 1998 р., музей одержав сучасну назву.

## Експонати колись і на початок 21 ст.: втрати і придбання
На початок 1920-х років колекції музею Харківського університету відрізнялись помітною кількістю рідкісних чи унікальних речей, гідних прикрасити будь-який музей. Традиційно авторитетними вважали античні речі, здобуті з розкопок в Італії чи Греції та у Північному Причорномор'ї. Не дивно, що у документах Народного комісаріату (тодішнього Міністерства художньо-історичного майна) колекції Харківського університету йшли під грифом «вищий рівень рідкісності», «надзвичайно рідкісні», «вельми рідкісні» тощо. При цьому у перелік рідкісних потрапили не тільки традиційні золоті і срібні монети чи вироби, а і антична камея «Аякс і Кассандра» на ізумруді, камея на сапфірі «Едіп і сфінкс», датована першою половиною 18 ст., візантійські, західноєвропейські  і давньоруські емалі, окрема колекція емалей з французького міста Лімож, лицарські обладунки середньовіччя ... Університетський музей утримував також мумії і саркофаги Стародавнього Єгипту, котрих не мав навіть музей Богдана та Варвари Ханенків у Києві, найкращий художній музей на той період в країні.
Серед античних знахідок були речі з розкопок у Херсонесі Таврійському та усадибах його передмість (так званої хори), з розкопок у Ольвії тощо.
Значна кількість різнохарактерних матеріалів дозволила організувати експозиції з окремих тем, серед котрих були : 
- неоліт
- мідно-бронзова доба
- готи
- давньогрецькі артефакти
- кочові племена
- слов'яни тощо[2].

Лихоліття громадянської війни відбилося у спробі евакуювати найбільш художні і вартісні експонати з Харкова. Запаковані речі були вивезені потягом, котрий був пограбований, серед пограбованого майна були і пакунки з експонатами музею харківського університету. Лише частка тих речей була знайдена у Гуляй-Полі, резиденції Махно. Пограбованим був і сам музей у Харкові, а його експонати розпродані на ринках і потрапили у приватні збірки лихих часів. 
Новий етап грабежів припав на роки захоплення Харкова німецькими фашистами. А це близько 200 000 одиниць збереження. Серед викрадених - і нумізматична колекція у майже 40 000 монет і медалей.
По закінченні війни 1941-1945 рр. музей Харківського університету вимушено організували наново. Головним каналом нових надходжень стануть знахідки з археологічних розкопок повоєнного періоду.